# Jocs Asiàtics de 1962
Els Jocs Asiàtics de 1962 es van celebrar del 24 d'agost al 4 de setembre de 1962 a Jakarta, Indonèsia.
En aquesta edició es produí l'expulsió d'Israel i la República de la Xina (Taiwan) dels Jocs, per motius polítics. Tant els països àrabs, com la República Popular de la Xina realitzaren pressió diplomàtica perquè el govern indonesi no donés visats als atletes d'aquests dos països. Aquest fet es produí en contra de la reglamentació dels Jocs Asiàtics.

## Esports
| - Atletisme - Bàdminton - Basquetbol - Boxa - Ciclisme - Futbol - Hoquei sobre herba | - Tir olímpic - Natació - Tennis de taula - Tennis - Voleibol - Lluita |

## Medaller
| Posició | País      | Or  | Argent | Bronze | Total |
| 1       | Japó      | 73  | 65     | 23     | 152   |
| 2       | Indonèsia | 21  | 26     | 30     | 77    |
| 3       | Índia     | 12  | 13     | 27     | 52    |
| 4       | Filipines | 7   | 4      | 16     | 27    |
| 5       | Corea     | 4   | 9      | 10     | 23    |
| 6       | Pakistan  | 3   | 4      | 4      | 11    |
| 7       | Tailàndia | 2   | 5      | 5      | 12    |
| 8       | Malàisia  | 2   | 3      | 5      | 10    |
| 9       | Burma     | 2   | 1      | 7      | 10    |
| 10      | Singapur  | 1   | 0      | 1      | 2     |
| 11      | Ceylon    | 0   | 1      | 2      | 3     |
| 12      | Hong Kong | 0   | 0      | 1      | 1     |
| Total   | Total     | 127 | 117    | 118    | 362   |